# Juliette Pardau
Juliette Marian Del Valle Pardau López  (sinh ngày 21 tháng 8 năm 1986) là một nữ diễn viên và ca sĩ người Venezuela .

## Sự nghiệp
Juliette bắt đầu hứng thú với nghệ thuật biểu diễn từ năm 12 tuổi và khi còn đi học, cô đã tham gia vào những vở kịch nhỏ. Cô tốt nghiệp trường Đại học Trung tâm Venezuela với bằng Cử nhân về giao tiếp xã hội.
Năm 2011, cô tham gia telenovela Natalia del Mar nơi cô đóng vai một cô gái mù. Nhân vật của cô được các nhà phê bình đón nhận.
Năm 2013, cô trở thành một phần của telenovela De todas maneras rosa nơi cô vào vai Patricia, một cô gái nổi loạn và lãnh đạo của một ban nhạc có tên là "Serpientes Venenosas .

## Telenovelas
- Harina de otro costal (2010) với tên gọi "Coromotico" Hernández
- Natalia del Mar (2011) trong vai Rosario Uribe
- De todas manera Rosa (2013) với vai Patricia Macho Vergara
- El tesoro (2016) với vai Jenny Murcia
- El Chapo (2017) với vai Graciela Guzmán
- La Nocturna (2017) trong vai Lucy

## Phim
- Papita, maní, tostón (2013)
- La Rectora (2014 - Phim Colombia)
- Cơ sở Papita 2da (tháng 12 năm 2017)
- Bolívar (sê-ri Netflix - TV Caracol 2019)